# 朱瑛
朱瑛（1573年—1640年），或作朱煐，字含華，號静虚，直隶大名府滑县人，軍籍，明朝政治人物。同进士出身。

## 生平
十六岁登萬曆十六年（1588年）戊子科顺天乡试第四十一名舉人，三十二年（1604年）甲辰科進士。吏部觀政，三十四年授行人，四十一年升右司副，本年升工部员外郎，四十三年升郎中，四十四年升巩昌知府，四十七年考察，天启四年補潞安府知府，五年升山西副使，六年終養，崇祯三年起山东副使，四年升山东武德道右参政，升陕西苑马寺卿兼僉事，孤介屡抗權貴，每任有治行，終養歸里，清貧無余貲。晚年自号觉菴老人，居家九载而终。

## 家族
妻靳氏，封恭人。二子；长朱胤昌，早卒；次子朱胤哲，字圣孩，號濬谷，官大竹知县。